# Thecla rhymnus
Thecla rhymnus är en fjärilsart som beskrevs av Eduard Friedrich Eversmann 1832. Thecla rhymnus ingår i släktet Thecla och familjen juvelvingar. Inga underarter finns listade i Catalogue of Life.